# 锈毛树萝卜
锈毛树萝卜（学名：Agapetes anonyma）为杜鹃花科树萝卜属下的一个种。

## 扩展阅读
- 維基物種上的相關：锈毛树萝卜